# Now It’s My Turn
Now It’s My Turn — студийный альбом американской певицы Бетти Картер, выпущенный в 1976 году на лейбле Roulette Records. Продюсером выступил Фред Бейлин. Это был первый студийный альбом певицы с 1964 года.

## Об альбоме
Альбом был записан 9—10 марта и 21—22 июня 1976 года, аккомпанировали певице пианист Джон Хикс, басист Уолтер Букер и барабанщик Эдди Мур. В результате этих сессий появилась девять треков: в дополнение к выбору репертуара, вдохновленного Билли Холидей («Swing Brother Swing»), Чарли Паркером («Just Friends / Star Eyes») и Сонни Роллинзом («Wagon Wheels»), Картер также записала три оригинальных песни («New Blues (You Purr)», «No More Words» и «Open the Door»).

## Отзывы критиков
| Оценки критиков                     | Оценки критиков |
| Источник                            | Оценка          |
| ----------------------------------- | --------------- |
| AllMusic                            | [ 3 ]           |
| Encyclopedia of Popular Music       | [ 4 ]           |
| The Rolling Stone Jazz Record Guide | [ 5 ]           |

Рецензент AllMusic Скотт Яноу написал: «Название этого вышедшего из печати альбома Roulette было немного преждевременным, поскольку Бетти Картер была окончательно „открыта“ только в конце 80-х. Предприимчивую джазовую певицу, музыкальная целостность которой почти так же впечатляет, как и её таланты импровизации, Картер можно услышать в отличной форме на протяжении всего альбома». В журнале Billboard отметили, что это одна из самых приятных для слуха пластинок за последнее время. «Наконец-то появился вокальный джазовый альбом, который понравится всем. Возможно, самым важным моментом в джазе за прошедший год стало возрождение Картер, которая может спеть песню, как очень немногие другие», — написал рецензент.
В журнале Record World отметили: «В „Wagon Wheels“ голос мисс Картер звучит лучше, чем когда-либо за всё время записи. Её звучание сегодня отчасти Фицджеральд, отчасти Симон, но всегда зрелое. Фортепианная поддержка Джона Хикса превосходна».
Уильям Р. Бауэр, биограф Картер, написал: «Трио обеспечивает превосходную поддержку, а Букер и Барбаро добавляют музыке постоянного ощущения обновления, творчески создавая отступление от прямого хронометража в ключевых отрывках. Микширование записи подчёркивает талант Хикса и его удивительно проницательную связь с Картер. Её дразнящая манера разбивать свои предложения паузами и выдержанными интонациями, постепенно смягчая каждую фразу, даёт слушателю звуковую пунктуацию, которая проясняет смысл её слов, даже если это задерживает завершение».

## Список композиций
1. «Music Maestro, Please / Swing Brother Swing» (Элли Врубель, Герберт Магидсон) — 4:29
2. «I Was Telling Him About You» (Моррис Харлап, Дон Джордж) — 5:04
3. «Wagon Wheels» (Билли Хилл, Питер де Роуз) — 7:17
4. «New Blues (You Purr)» (Бетти Картер) — 5:25
5. «Most Gentlemen Don’t Like Love» (Коул Портер) — 3:03
6. «Making Dreams Come True» (Говард Мур) — 2:55
7. «Open the Door» (Бенни Картер) — 4:36
8. «Just Friends / Star Eyes» (Дж. Фред Кутс, Сэм М. Льюис / Джин Де Пол, Дон Рэй) — 4:35
9. «No More Words» (Джон Кроуфорд) — 7:04

## Участники записи
Музыканты
- Бетти Картер — вокал
- Джон Хикс — фортепиано
- Уолтер Букер — бас-гитара
- Клиффорд Барбаро[2], Эдди Мур — ударные

Продакшн
- Фред Бейлин — продюсер
- Джо Ферла — звукорежиссер